# Kashmir (canción)
«Kashmir» es una canción grabada por la banda Led Zeppelin para su álbum Physical Graffiti en 1975

## Historia
El vocalista Robert Plant escribió las letras mientras conducía a través del Desierto del Sahara en Marruecos, a pesar de que la canción nombra a una zona geográficamente distante: Kashmir (Cachemira en español), región localizada entre India y Pakistán.
Considerada como una de sus canciones más acertadas, los cuatro miembros de la banda estaban de acuerdo que este era uno de sus mejores logros musicales. John Paul Jones pensaba que mostraba todos los elementos que componen el sonido de Led Zeppelin, mientras que Robert Plant la menciona como su canción favorita con la banda. En una entrevista en la revista Rolling Stone en 1988, Plant indicó que era "la canción definitiva de Led Zeppelin". En un audio documental precisa que amaba esta canción no solamente debido a su intensidad sino también porque era tan intensa sin tener la consideración de heavy metal, una etiqueta que no le gustaba a nadie de la banda.
La canción se centra en una progresión de acordes de guitarra tocada con una guitarra con la afinación celta DADGAD (Re-La-Re-Sol-La-Re). La canción incluye muchos patrones de sonido de la música de Marruecos y otras de Oriente Medio. Una sección de orquesta de instrumentos de metal, cuerda y melotrón suenan en el tema. 

## Posición en las listas musicales

### Sencillos (distribución digital)
| Lista (2007)                                 | Mejor posición |
| -------------------------------------------- | -------------- |
| UK Singles Chart                             | 80             |
| Swiss Singles Chart                          | 64             |
| US Billboard Hot Digital Songs Chart         | 42             |
| US Billboard Hot Digital Tracks Chart        | 49             |
| Canadian Billboard Hot Digital Singles Chart | 33             |